# Ђусаго (Павија)
Ђусаго (итал. Giussago) је насеље у Италији у округу Павија, региону Ломбардија.
Према процени из 2011. у насељу је живело 1427 становника. Насеље се налази на надморској висини од 90 м.

## Становништво
| 1931. | 1936. | 1951. | 1961. | 1971. | 1981. | 1991. | 2001. | 2011. |
| ----- | ----- | ----- | ----- | ----- | ----- | ----- | ----- | ----- |
| 3.222 | 3.259 | 3.510 | 3.402 | 3.261 | 3.244 | 3.367 | 3.915 | 5.049 |